# Български новини (1905 – 1908)
Вижте пояснителната страница за други значения на Български новини.
„Български новини“ е български вестник, издаван в Хопкинс, Мичиган, САЩ от 1905 до 1908 година.
Вестникът излиза два 2 в месеца – на 5 и 20 число. Печата се в печатница „Български новини“ на 4 страници. В уводната статия е написано, че: „освен обикновените новини на деня, ще дава новини из България и Македония, както и върху движението и успеха на българите в Америка“.
От брой 21 подзаглавието на вестника е Орган на българо-македонската емиграция в Америка, от брой 23 е без подзаглавие, от брой 32 е с подзаглавие Седмичен вестник, от брой 79 – Седмичен независим вестник. От брой 37 до брой 46 заглавието на вестника е само Новини, а от брой 120 – Работнически новини. От брой 47 се издава с американското издание на списанието „Македонски преглед“. Вестникът е трибуна на левичарските кръгове из българо-македонската емиграция в САЩ. Тъй като е със социалистически уклони, повдиган е въпросът да бъде признат са орган на Българската работническа социалдемократическа организация. Последният брой излиза на 31 октомври 1908 година.